# Nealcidion albatum
Nealcidion albatum är en skalbaggsart som beskrevs av Monné och Delfino 1986. Nealcidion albatum ingår i släktet Nealcidion och familjen långhorningar. Inga underarter finns listade i Catalogue of Life.